# Sztuka generatywna
Sztuka generatywna – zastosowanie algorytmów oraz innych autonomicznych systemów do tworzenia dzieł sztuki. Głównym wyróżnikiem sztuki generatywnej są elementy losowości, proceduralności oraz kreatywna autonomia systemu. Nazywana czasami sztuką kodu.
Często sztuka generatywna powstaje poprzez eksperymentowanie z kodem lub algorytmem w celu uzyskania estetycznego efektu. Sztukę generatywną można podzielić na dwie kategorie tzw. słabą oraz silną. Pierwsza kategoria obejmuje dzieła, w których artysta w większym stopniu realizuje swoją wizję. W drugiej program komputerowy ma większą autonomię, wtedy rola artysty kończy się na napisaniu programu.
Pierwsza wystawa sztuki generatywnej miała miejsce w 1965 roku na Uniwersytecie w Stuttgarcie. Jednak przez wiele lat rozwijała się ona na marginesie głównego nurtu współczesnego życia artystycznego. Obecnie sztuka generatywna zyskuje coraz bardziej na znaczeniu, głównie dzięki coraz większemu znaczeniu technologii i jej wpływu na naszą kulturę.